# Pueblos tupíes

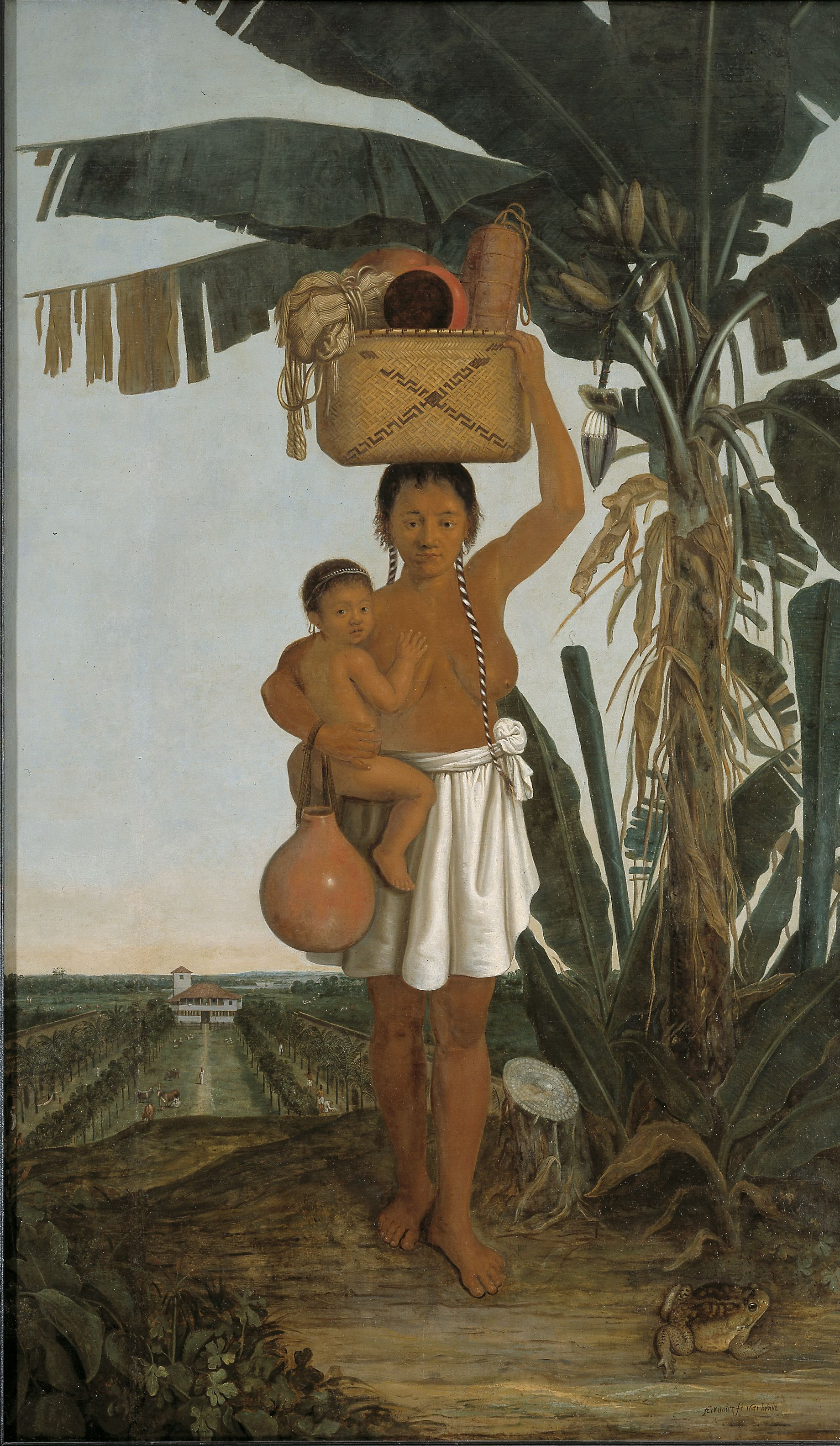
Mujer tupí. Albert Eckhout (Museo Nacional de Dinamarca).

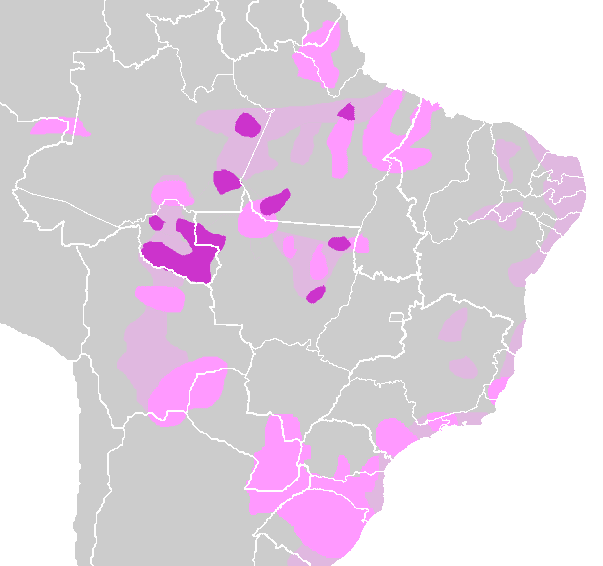
Lenguas tupí (violeta) y lenguas tupí-guaraníes (rosa) en la actualidad y áreas de extensión probables en el pasado.

Los tupíes o tupís son un grupo etnolingüístico indígena que engloba a diversas etnias diferentes que hablan lenguas tupí-guaraní. La familia lingüística tupí-guaraní es una de las principales familias lingüísticas de América del Sur
La región originaria de las lenguas tupíes podría haberse dado en lo que actualmente es el estado brasileño de Roraima o alguna otra zona cercana dentro de la selva amazónica. Alrededor del año 1000, los tupíes se expandieron hacia el sur y gradualmente ocuparon la costa atlántica del actual Brasil.

## Subgrupos y lenguas
El grupo lingüístico tupí-guaraní está formado por nueve ramas diferentes, de las cuales, los pueblos guaraníes (subgrupo I) constituyen una de los principales grupos. Los tupíes propiamente dicho constituyen el subgrupo III, y entre sus lenguas están:
- Tupinambá, hablado en la costa atlántica, desde Río de Janeiro hasta Amazonas (Brasil), su lengua dio lugar al ñe'engatú ampliamente usado en Brasil hasta el siglo XIX como lingua franca.
- Tupinikim o Sirionó, hablado en los estados de Espírito Santo y Bahía (Brasil).
- Tupí [propiamente dicho], actual estado de São Paulo (Brasil), su lengua dio lugar a la lingua franca llamada Língua geral paulista.
- Potiguára, hablado en el estado de Paraíba (Brasil).
- Omagua (con dialectos como el aizuare, curacirari, paguana), hablado en el área de Iquitos (Perú).
- Cocama-Cocamilla, hablado en el área de la frontera de Perú, Brasil y Colombia.

## Historia
Los tupís encuentran su origen ancestral en la Amazonía. Desde el comienzo de la era cristiana, comenzaron una migración impulsada no sólo por un impulso nómada, sino también por una motivación espiritual, en búsqueda de una "tierra sin males". Cercano al año 1000, la mayor parte del actual litoral brasileño fue invadida por los tupíes, que expulsaron hacia el interior del continente a los tapuyas, los antiguos habitantes del litoral. A la llegada de los exploradores portugueses en el siglo XVI, casi toda la costa del actual Brasil desde el estado de Maranhão hasta Rio Grande do Sul se encontraba poblada por diferentes tribus tupíes. También seguían ocupando extensas áreas de la selva amazónica.
Los Tupí realizaban celebraciones y rituales comunitarios que incluían danzas y cantos tradicionales, en las que todo el grupo participaba. Estos movimientos se hacían en círculos o siguiendo patrones específicos con el fin de conectar con los espíritus y la naturaleza. La pintura corporal con pigmentos naturales, como el urucú (rojo) y el genipapo (negro), tenía un significado espiritual importante, simbolizando protección, identidad y una conexión ancestral profunda.
Sus celebraciones también incluían ritos de paso, como la pubertad, el matrimonio y la muerte, que marcaban transformaciones importantes en la vida de cada individuo y en la comunidad en general. Durante estos momentos, se realizaban ofrendas y se compartían alimentos rituales, especialmente preparados con mandioca, que ayudaban a fortalecer los lazos sociales y a honrar a los ancestros y a las fuerzas de la naturaleza.
Estas festividades simbolizaban la conexión espiritual con la tierra, los ancestros y los espíritus de la naturaleza. Además, servían para mantener la unidad y cohesión social dentro de la comunidad, así como para celebrar el ciclo de la vida y la transformación a través de los ritos de paso. Finalmente, eran momentos para pedir protección y bendiciones para la comunidad, buscando prosperidad y equilibrio con el entorno natural.
No constituían un único grupo étnico y hablaban lenguas diferentes, aunque emparentadas. Estaban divididos en varias tribus enfrentadas constantemente en guerras unas contra otras. Durante dichos enfrentamientos, los tupíes intentaban capturar a sus enemigos para después matarlos en rituales antropofágicos, en lugar de aniquilarlos en batalla. La costumbre caníbal era casi universal entre los diferentes grupos tupís, y revestía una gran solemnidad. Fue descrita en gran detalle por colonos hugunotes franceses, pero la narrativa más impresionante se tiene de mano del alemán Hans Staden, prisionero de los Tupinambá entre 1554 y 1557; éste daba cuenta de como el prisionero era sujeto a la sumisión de la tribu victoriosa, pero era tratado con respeto, y su muerte era tratada con solemnidad y considerada gloriosa. Una vez muerto, su cuerpo crudo era puesto a disposición para el pronto consumo de su sangre aún caliente y sesos. Posteriormente, era cocinado, y sus vísceras repartidas entre los miembros de la tribu de acuerdo a su posición social.
En la actualidad, muchos de los indígenas descendientes de los pueblos tupíes originales viven confinados en reservas indígenas o se han asimilado en algún grado la cultura de la sociedad dominante. En el sureste de Brasil, los tupís tienen una presencia importante en el acervo genético de la zona, y constituyen una porción considerable de las clases bajas en el sur, sureste y oeste del país.
Algunas tribus tupís eran los tupiniquim, tupinambá, potiguara, tabajara, caetés, temiminó, tamoios y otra simplemente identificada por el propio nombre "tupí", haciendo del término tupí una denominación tanto genérica como específica a la vez.
Los guaraníes son un pueblo relacionado, pero distinto. Habitan el sur de Brasil, el este de Bolivia, Paraguay el noreste de Argentina. Su lengua propia es el guaraní, idioma que se considera parte de un tronco común junto al tupí.

### Legado cultural
La cultura y lenguas tupís tienen una presencia importante en la cultura brasileña actual y especialemnte en el léxico del portugués de Brasil. Algunos ejemplos de palabras portuguesas que provienen de lenguas tupíes son: mingau, mirim, soco, cutucar, tiquinho, pererca, tatu. Los nombres de varias especies de fauna y flora locales proceden del tupí. Un sinfín de lugares y ciudades del Brasil moderno deben su toponimia al tupí.
La tribu tupinambá está retratada de forma ficticia en la película satírica de 1971 Como Era Gostoso o Meu Francês (Qué bueno estaba mi francés), del director Nelson Pereira dos Santos, en la que la mayor parte de los diálogos están en la lengua ñe'engatú  de los tupinambá.